# Mount Nash
Mount Nash ist ein 1295 m hoher Berg an der Lassiter-Küste des Palmerlands im Süden der Antarktischen Halbinsel. In den Hutton Mountains ragt er 21 km westnordwestlich des Kopfendes des Keller Inlet und 19 km nordnordöstlich des Mount Owen auf.
Teilnehmer der US-amerikanischen Ronne Antarctic Research Expedition (1947–1948) entdeckten ihn aus der Luft. Expeditionsleiter Finn Ronne benannte ihn nach Henry R. Nash, damaliger Kurator der Kunstsammlung des Carnegie Museum of Art und Sponsor der Forschungsreise.